# بوجليل
بوجليل (بالقبائلية: فوجليل، بتيفيناغ: ⴱⵓⵊⵍⵉⵍ، باللاتينية: Boudjellil ) هي بلدية في ولاية بجاية في الجزائر .

## الجغرافيا
الوضع
تقع مدينة بودجليل في وادي الصومام جنوب جرجرة في أقصى الجنوب الغربي لولاية بجاية . تحدها الجماعة ولايتي البويرة وبرج بوعريريج ، تحدها تازمالت من الشمال، وآيت رزين وإغيل علي من الشرق، إغيل علي من الجنوب، والشرفة ومنصور تاوريرت ( ولاية البويرة ) غربا وأخيرا أولاد سيدي إبراهيم ( برج بوعريريج ) إلى الجنوب الغربي. وهي جزء من وادي الساحل-جرجرة بمنطقة القبائل الصغرى.
- بوجليل إحدى الجماعات الثلاث التي تشكل الجزية التاريخية لآت عباس مع آيت رزين وإغيل علي
- بوجليل هي أكبر جماعة في ولاية بجاية بمساحة 99,85 كم2 .
الأماكن والأحياء والقرى
تتكون جماعة بوجليل من 17 قرية :
- اباليش
- افتيس
- تيغرين
- حمدا
- أث وهدان
- تالا لبير
- تانساوت
- أث سعيده
- أوت مانسور
- أث حلاسا
- تاوريرث
- أث دسن
- تلافسا
- تيغيلت
- أث علوان
- متشيك
- أزرو
- بوجليل

التاريخ
تناقل الخبر أن سكان جماعة آيت فجليل يسكنون في (لاعزيب ن إيبوجليلين) على ضفة آسيف أسمام. وبعد تهديدهم بوباء مدمر، اضطروا إلى ترك أراضيهم واللجوء بشكل رئيسي إلى مرتفعات تينيشوين (أقرور نو زيمبا) قبل أن يستقروا بشكل دائم في أزرو وأباليش وتيغيلت.
اث بوجليل أو الرجل الذي يرتدي السترة (ajlil)، يميل إلى تعريف نفسه، حوالي XIX التاسع عشر ، على أنه مالك الأرض في المساحة الواقعة بين اث عباس و اث ملكيش. والذي يتجه من تامورت أوفلة نحو الغرب إلى حدود اث وهدان ومنبع المياه العذبة (ثالة مغيسة) نحو الشرق.

## مواضيع ذات صلة
- بلديات ولاية بجاية
- دوائر ولاية بجاية